# Arthur Heina
Arthur Heina (* 22. Februar 1915 in Gladbeck; † 27. Februar 1986 in Königswinter) war ein deutscher Schwimmer und Olympiateilnehmer. Er startete für den SV Gladbeck 1913 sowie für Poseidon Recklinghausen.
Er gewann zweimal – 1935 und 1939 – die deutsche Meisterschaft über 200 m Brust.
Über dieselbe Strecke startete er bei den Olympischen Spielen 1936 in Berlin. Er qualifizierte sich in 2:48,5 min für das Halbfinale, in dem er sich auf 2:47,3 min steigern konnte und Platz 8 belegte. Sein Pech war, dass nur die besten 7 ins Finale einzogen. 1938 schwamm er in Kopenhagen einen Weltrekord in 400 m Brust mit 5:43,8 min und 1939 einen Weltrekord in 500 m Brust mit 7:13 min. Beide Weltrekorde hatten bis 1948 Bestand und wurden im Oktober des Jahres vom niederländischen Schwimmer Bob Bronte in Amsterdam unterboten.
In späteren Jahren war Heina als Stilrichter tätig.